# Tachikawa Ki-17
Tachikawa Ki-17 (Samolot Armii Wzór Szkolenia Podstawowego 95-3 Model A, 九五式三型練習機, Kyugoshiki san-gata renshuki, amerykańskie oznaczenie kodowe - Cedar) – japoński samolot szkolno-treningowy służący do szkolenia podstawowego. Samolot wszedł do służby Cesarskiej Armii Japońskiej w 1936 i służył do końca wojny.

## Tło historyczne
W 1935 na zamówienie Armii powstał Tachikawa Ki-9, który w zamierzeniu miał być budowany w dwóch wersjach z różnymi silnikami i w zależności od wersji miał być przeznaczony do szkolenia podstawowego lub pośredniego. Wersja ze słabszym, 150-konnym silnikiem, okazała się jednak nieudana i w kwietniu 1935 Koku Hombo (ministerstwo ds. lotnictwa) wydało polecenie zaprojektowania nowego samolotu przeznaczonego do szkolenia podstawowego, który otrzymał oznaczenie Ki-17. Według specyfikacji Armii masa startowa samolotu miała wynosić nie więcej niż 1000 kg, obciążenie skrzydeł nie miało przekraczać 35 kg/m² i samolot miał wytrzymywać przeciążenia do 6 g (w porównaniu Ki-9 przeznaczony do szkolenia pośredniego musiał być w stanie wytrzymać 12 g). Projektanci Tachikawy próbowali przekonać Koku Hombo do zwiększenia maksymalnie dopuszczalnego ładowania skrzydła, ale eksperci ministerstwa nie wyrazili na to zgody. Dwa pierwsze prototypy samolotu miały być gotowe już sierpniu 1935.

## Opis konstrukcji
Tachikawa Ki-17 był dwupłatowym, dwumiejscowym, jednosilnikowym samolotem szkolno-treningowym przeznaczonym do treningu podstawowego. Wewnętrzna konstrukcja kadłuba, powierzchni nośnych i sterowych była stalowa, kryta płótnem. Instruktor i uczeń siedzieli w otwartych kokpitach w układzie tandem (jeden za drugim).  Samolot miał podwozie klasyczne, stałe z płozą ogonową.
Zewnętrznie samolot przypominał jego poprzednika, Ki-9, ale w porównaniu z nim jego górne i dolne skrzydła miały równą rozpiętość (Ki-9 miał mniejsze dolne skrzydło), przez co Ki-17 miał większą powierzchnię skrzydeł pomimo mniejszej rozpiętości.
W pierwszej wersji samolot miał lotki na obydwu skrzydłach, ale w czasie oblatywania okazało się, że były one zbyt czułe i w wersji produkcyjnej samolot miał lotki już tylko na dolnym skrzydle.
Napęd samolotów stanowił 7-cylindrowy, chłodzony powietrzem silnik gwiazdowy typu Hitachi Ha-12 o mocy startowej 150 KM.
Masa własna samolotu wynosiła 681 kg, a masa startowa zaledwie 900 kg. Rozpiętość skrzydeł wynosiła 9,82 m, długość samolotu wynosiła 7,8 m, a jego wysokość 2,95 m.
Prędkość maksymalna Ki-17 wynosiła 170 km/h, a prędkość przelotowa 130 km/h. Samolot mógł wspiąć się na pułap 5300 m, w powietrzu mógł się utrzymywać do 3,45 godzin.

## Historia
Pierwszy z dwóch prototypów został ukończony w lipcu 1935 i został oblatany w tym miesiącu. Samoloty weszły do służby w 1936 i służyły do końca wojny. W latach 1936–44 wyprodukowano 560 egzemplarzy tego samolotu (łącznie z dwoma pierwszymi prototypami).